# Paklje
Paklje (izvirno srbsko Пакље) je naselje v Srbiji, ki upravno spada pod Mesto Valjevo; slednja pa je del Kolubarskega upravnega okraja.
- Paklje - panorama
- Paklje - panorama
- Paklje - panorama
- Paklje - panorama
- Paklje - panorama
- Paklje - panorama
- Paklje - panorama

## Demografija
V naselju živi 105 polnoletnih prebivalcev, pri čemer je njihova povprečna starost 45,4 let (42,3 pri moških in 49,2 pri ženskah). Naselje ima 37 gospodinjstev, pri čemer je povprečno število članov na gospodinjstvo 3,24.
To naselje je popolnoma srbsko (glede na rezultate popisa iz leta 2002), a v času zadnjih treh popisov je opazno zmanjšanje števila prebivalcev.
|  |

| Demografija | Demografija     | Demografija     |
| Leto        | Št. prebivalcev | Št. prebivalcev |
| ----------- | --------------- | --------------- |
|             |                 |                 |
|             |                 |                 |
|             |                 |                 |
|             |                 |                 |
| 1948        | 258             |                 |
| 1953        | 273             |                 |
| 1961        | 237             |                 |
| 1971        | 214             |                 |
| 1981        | 171             |                 |
| 1991        | 130             | 130             |
| 2002        | 120             | 120             |
|             |                 |                 |

| Etnična sestava po popisu iz leta 2002 | Etnična sestava po popisu iz leta 2002 | Etnična sestava po popisu iz leta 2002 | Etnična sestava po popisu iz leta 2002 | Etnična sestava po popisu iz leta 2002 |
| -------------------------------------- | -------------------------------------- | -------------------------------------- | -------------------------------------- | -------------------------------------- |
| Srbi                                   | Srbi                                   |                                        | 120                                    | 100,0%                                 |
| Neznano                                | Neznano                                |                                        | 0                                      | 0,0%                                   |